# Voskresenskoe (Oblast' di Nižnij Novgorod)
Voskresenskoe (in russo Воскресенское?) è un insediamento operaio della Russia europea centro-orientale, nell'oblast' di Nižnij Novgorod, centro amministrativo del rajon Voskresenskij.
Si trova sulla riva destra del fiume Vetluga, 145 km a nord-est di Nižnij Novgorod.